# Tony Gonzalez
Anthony "Tony" David Gonzalez (født 27. februar 1976 i Huntington Beach, Californien, USA) er en tidligere amerikansk footballspiller, der spillede i NFL som tight end for henholdsvis Atlanta Falcons og Kansas City Chiefs. Hans karriere strakte sig fra 1997 til 2013.
Gonzalez er i en årrække blevet regnet som en af de stærkeste tight ends i ligaen. Hele 14 gange på 17 sæsoner i ligaen blev han udtaget til Pro Bowl, NFL's All Star-kamp.

## Klubber
- 1997-2008: Kansas City Chiefs
- 2009-2013: Atlanta Falcons